# 霍伊巴赫河 (代蓋恩巴赫河支流)
48°54′48″N 12°45′23″E / 48.91337°N 12.75649°E

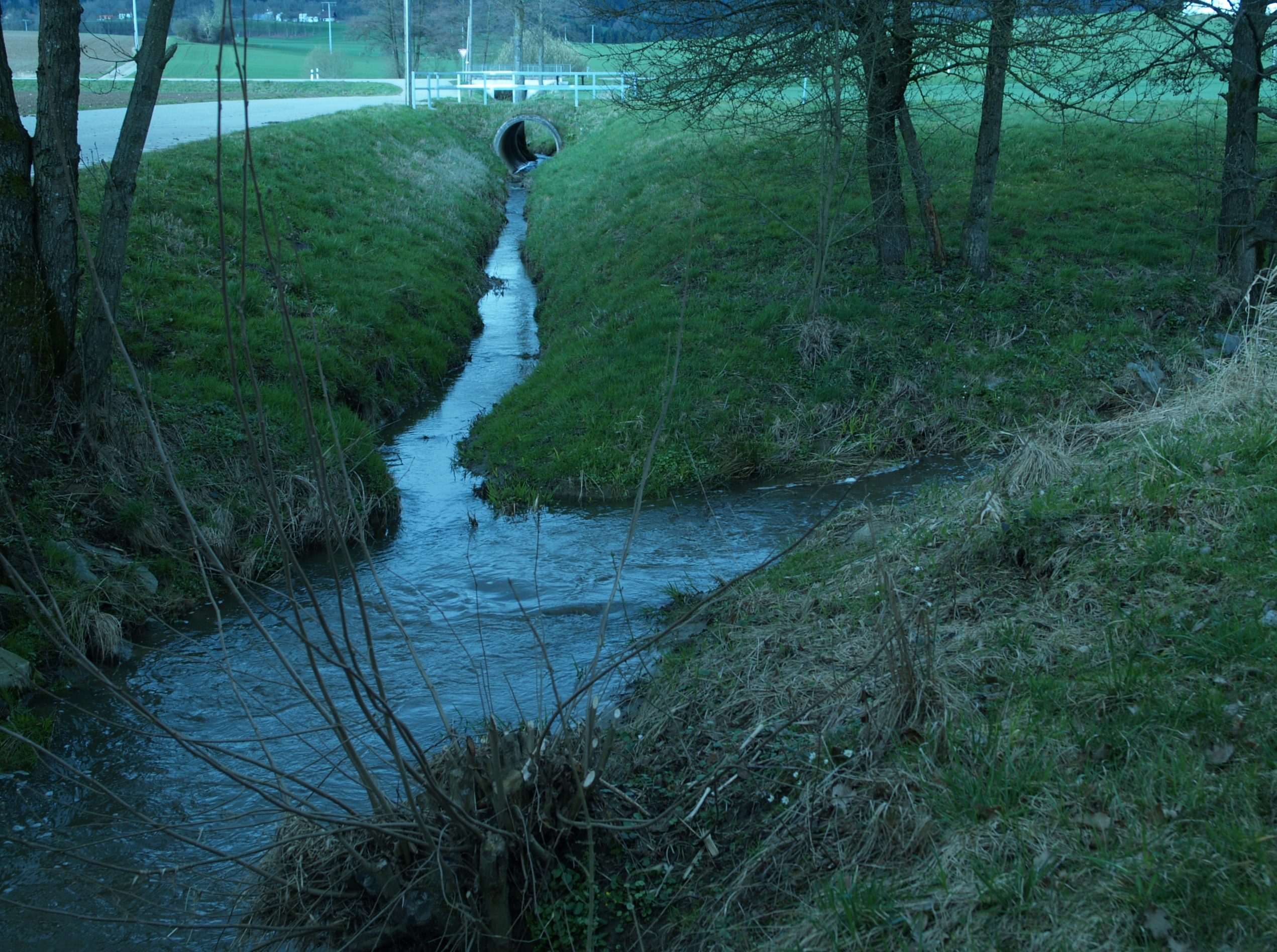

霍伊巴赫河是德國的河流，位於該國東南部，由巴伐利亞負責管轄，屬於代蓋恩巴赫河的右支流，河道全長2.3公里，流域面積1.9平方公里，流經施特勞賓-博根縣。